# ترایمف پالاس
ترایمف پالاس (روسی: Триу́мф-Пала́с) ساختمان مسکونی ۵۷ طبقه مستقر در شهر مسکو، روسیه است، که در سال ۲۰۰۶ احداث گردید.